# La Miséricorde
La Miséricorde est un roman inachevé de Jean Raspail. Il est publié pour la première fois en 2015, à la fin du recueil de rééditions Là-bas, au loin, si loin, puis comme un roman indépendant en 2019. 
Il s'inspire librement de l'affaire du curé d'Uruffe,.

## Résumé
Maître Jérome des Aulnais, un avocat parisien talentueux et orgueilleux mais vieillissant, visite un village du Périgord et entre dans l'abbatiale du lieu. Il y rencontre un vieux prêtre dans son confessionnal, qui y reçoit en confession de nombreux fidèles chaque après-midi, pendant plusieurs heures. Bien qu'éloigné de l'Église depuis plusieurs décennies, l'homme de loi est intrigué et décide à son tour d'aller demander le sacrement de pénitence à l'homme de Dieu, mais la voix de celui-ci lui rappelle celle du curé de Bief, l'abbé Jacques Charlébègue, un prêtre assassin qu'il avait défendu 40 ans plus tôt,,,.
S'ensuit alors une confrontation et un dialogue spirituel entre l'avocat et son confesseur...

## Éditions
- La Miséricorde, dans Là-bas, au loin, si loin, Paris, Robert Laffont, coll. « Bouquins », 2015  (ISBN 2-221-15747-8).
- La Miséricorde, Paris, Éditions des Équateurs, 2019, 174 p.  (ISBN 9782849905968).